# Margaux Hemingway
Margot Louise (Margaux) Hemingway (Portland (Oregon), 16 februari 1954 – Santa Monica, 1 juli 1996) was een Amerikaans model en actrice.
Hemingway was de zus van Mariel Hemingway en kleindochter van schrijver Ernest Hemingway. Ze groeide op in Ketchum (Idaho).
Ze maakte op 42-jarige leeftijd een einde aan haar leven, een dag voor de sterfdag van haar grootvader, die 35 jaar eerder eveneens voor zelfdoding koos.

## Filmografie
- Biblioteca Nacional de España: XX1294774
- Bibliothèque nationale de France: cb13992205r (data)
- Gemeinsame Normdatei: 133220109
- International Standard Name Identifier: 0000 0000 6301 7361
- Library of Congress Control Number: nr2003040424
- Nationale Bibliotheek van Letland: 000350433
- Nationale bibliotheek van Australië: 36004981
- Nederlandse Thesaurus van Auteursnamen: 073147788
- SNAC: w6wm1m1c
- Trove: 1181660
- Virtual International Authority File: 24797089
- WorldCat: E39PBJpypFYYydV8t9Qw433fbd